# Nubeculinella
Nubeculinella es un género de foraminífero bentónico considerado un sinónimo posterior de Vinelloidea de la subfamilia Nubeculinellinae, de la familia Nubeculariidae, de la superfamilia Cornuspiroidea, del suborden Miliolina y del orden Miliolida. Su especie tipo era Nubeculinella bigoti. Su rango cronoestratigráfico abarca el Oxfordiense (Jurásico superior).

## Discusión
Clasificaciones más recientes incluyen Nubeculinella en la superfamilia Nubecularioidea.

## Clasificación
Nubeculinella incluía a las siguientes especies:
- Nubeculinella bigoti †
- Nubeculinella elenae †
- Nubeculinella rosacea †
- Nubeculinella scabra †
- Nubeculinella spotiosa †